# Phrynobatrachus pakenhami
Phrynobatrachus pakenhami és una espècie de granota que viu a Tanzània.
És endèmica a l'Illa de Pemba. Habita els boscs tropicals i subtropicals, maresmes, aigües mortes i boscs força degradats. Està amenaçada d'extinció per la pèrdua del seu hàbitat natural. De vegades es considera que és la mateixa espècie com que sembla molt al Phrynobatrachus acridoides tot i això tenen un hàbitat i un crit de selecció intersexual molt diferent.